# کارمن رودالگا
کارمن رودالگا (انگلیسی: Carmen Rodallega؛ زادهٔ ۱۵ ژوئیهٔ ۱۹۸۳) بازیکن فوتبال اهل کلمبیا است.
وی همچنین در تیم ملی فوتبال کلمبیا بازی کرده‌است.